# George Brugmans
George Brugmans (Vlissingen, 3 oktober 1952) is een Nederlandse curator, filmmaker, schrijver, producent en bestuurder van verschillende culturele organisaties, actief sinds 1983 in binnen- en buitenland. In eigen land is hij vooral bekend van zijn werk als eindredacteur televisie bij de VPRO en als bestuurder-directeur en hoofdcurator van de Internationale Architectuur Biënnale Rotterdam.

## Biografie

### Studie
George Brugmans studeerde geschiedenis, Amerikaanse literatuur en theaterwetenschap aan de Rijksuniversiteit Utrecht en de University of Florida. Hij was vooral geïnteresseerd in de relatie tussen creatieve verbeelding en maatschappelijke verandering en studeerde in 1981 af in de ideeëngeschiedenis. Toen had hij al gekozen voor een carrière in de kunsten om zijn onderzoek in de praktijk voort te zetten, en was daarmee als werkstudent in de kassa, achter de bar en op de lichtvloer van het kleine avant-garde theater ’t Hoogt in Utrecht al begonnen.

### Podiumkunsten
Brugmans was van 1983 tot 1989 artistiek directeur van ’t Hoogt. Als zodanig was hij onder meer een van de grondleggers van het Utrechtse Springdance Festival, waarvan hij van 1986 tot 1993 de eerste directeur was.
Samen met de Italiaan Roberto Cimetta nam hij in 1986 het initiatief voor de Encontros ACARTE, een festival voor moderne dans, theater en muziek in Lissabon dat na het toetreden van Portugal tot de Europese Economische Gemeenschap op 1 januari 1986 de culturele brug wilde slaan met de rest van Europa. ACARTE werd onder leiding van Maria Madalena Azeredo de Perdigão georganiseerd door de Fundação Calouste Gulbenkian en Brugmans was van 1987 tot en met 1990 artistiek co-directeur. Als zodanig wordt hij ook als personage opgevoerd in het boek Licht op Lissabon – stadsverhalen (2021) van Harrie Lemmens. In 1989 was hij gastcurator van Inteatro Polverigi, een festival voor dans, theater en muziek in het achterland van Ancona, Italië., en van 1993 tot en met 1995 was hij curator van het Sommerszene Festival voor eigentijds theater, dans, muziek en film in Salzburg, Oostenrijk met ook Bob Dylan, Neil Young en Lou Reed op het affiche.
Als internationaal actief curator was Brugmans lid van het Committee of Cultural Consultants van de Europese Commissie, Brussel; van de programmaraad van Theater Netwerk Nederland; van de commissie Muziektheater van de Raad voor de Kunst; van de sectie Toneel van de Rotterdamse Kunst Stichting; van de commissie Zeevalking, Gemeente Utrecht; en van het algemeen bestuur van de Informal European Theatre Meeting in Brussel. Hij was adviseur van het International Advisory Committee OnSite Projects, National Endowment for the Arts, Washington D.C.; voorzitter van de jurycommissie Dans van Eurocreation, Parijs; en lid i.c. voorzitter van verschillende culturele stichtingsbesturen (o.a. De Wit, Raz-dansvoorziening voor het zuiden, De Salon, Huilmand, Boaner, Impakt Festival). Hij schreef over cultuurpolitiek in binnen- en buitenlandse tijdschriften en was o.a. coauteur van Theatre and Dance in the Nineties geschreven in opdracht van de Europese Commissie.

### Film
Ondertussen had Brugmans zijn bezigheden stap voor stap verlegd naar de filmwereld. In 1985 schreef hij samen met regisseur Jos Stelling en Hans de Wolf het script van de speelfilm De Wisselwachter (première Nederlandse Filmdagen 1986), die een wereldwijde distributie kende. Aansluitend ontwikkelde hij met Stelling het concept voor de film De Vliegende Hollander, (première mei 1995).
In 1990 richtte Brugmans samen met Hans de Weers en Hans de Wolf de productiemaatschappij Bergen op, winnaar van een Oscar voor de film Antonia (1996). Opnieuw met De Wolf schreef hij met steun van het European Script Fund het scenario van de speelfilm Coppi, over het leven van de legendarische Italiaanse wielrenner Fausto Coppi. Deze film kwam niet van de grond waarna Brugmans het scenario omwerkte naar het libretto voor de opera Fausto van de componist Harry de Wit die in 1992 in Salzburg in regie van Jan Ritsema in première ging en daarna te zien was in Nederland en de Verenigde Staten. De Wolf en Brugmans ontwikkelden ook de serie 4tokenS, waarin jonge choreografen en regisseurs, in opdracht van de NPS, samen het medium dansfilm verkenden. Waaronder Courzand, van filmregisseur Clara van Gool en choreograaf Angelika Oei.
In 1994 zette Brugmans zijn eigen ontwikkel- en productiebedrijf Amago op om zich te kunnen richten op eigen projecten, onder meer voor Szene Salzburg en de Nederlandse televisie. Samen met Bergen en in opdracht van de NPS ontwikkelde hij 4tokenSII, zes korte dansfilms, en Bitings and Other Effects, een langere dansfilm van Van Gool en Oei, (Gouden Kalf voor Beste Korte Film, 1995)
Voor TV Dits concipieerde hij De Verbeelding, een niet gerealiseerde tiendelige documentaireserie over de kunsten in Nederland in de periode 1945-1995 in opdracht van de AVRO. Namens de VPRO was hij in 1995 commissioning editor van drie lange dansfilms, Aubette van Frank Alsema en Karin Post, Flamenco Women van Oscar-winnaar Mike Figgis, en Way of the Weed van Peter Missotten en Anne Quirijnen in samenwerking met de choreograaf  William Forsythe.
Brugmans cureerde in 1993 Alma e Corpo, zes video-installaties, voor de Fundação Serralves in Porto, Portugal, en in 1994 het filmprogramma voor het Canadian Dance Festival in Ottawa. Ook was hij adviseur buitenland en mediabeleid van Theatergroep Hollandia en adviseur van de redactie van het VPRO-kunstprogramma Roerend Goed dat werd gepresenteerd door Hanneke Groenteman.

### Televisie
In 1995 vroeg de VPRO Brugmans eindredacteur te worden van een nieuw onder zijn leiding te ontwikkelen programma over de laatste ontwikkelingen in de kunst, cultuur, wetenschap, technologie en nieuwe media in binnen- en buitenland. Hij doopte het Laat op de avond na een korte wandeling. 
Onder de paraplu van Laat zette hij samen met de literatuurcriticus Michael Zeeman het literair programma Zeeman met boeken op met als regelmatig terugkerende gasten onder meer Maarten van Rossem en de schrijvers Dirk van Weelden en Stephan Sanders. De Groene Amsterdammer evalueerde:"Laat was … pretentieus - soms in de vervelende betekenis van dat woord, vaker in de goede: waargemaakte pretenties. … Daarom is het goede nieuws: de ploeg die Laat onder leiding van George Brugmans maakte, keert volgend seizoen terug in een programma op de zondagavond: De nieuwe wereld."
In 1998 bedacht Brugmans samen met Frank Wiering het programma Rooksignalen uit de Nieuwe Wereld, dat bekend werd als DNW en dat het vorige venster op de wereld van de VPRO, Diogenes, moest vervangen. Voor de aflevering Eén bank, twee werelden won het programma in 2001 een Prix Italia-prijs. De Volkskrant oordeelde: "DNW, Rooksignalen uit de nieuwe wereld, is een van de beste programma's op de Nederlandse televisie. Het programma is ook een probaat tegengif tegen al het zinloze gemijmer over de voorbije gloriedagen van de VPRO. De makers van DNW laten zien hoe er in de beste VPRO-tradities vernieuwende televisie kan worden gemaakt."

Brugmans en Wiering leidden DNW tot het in 2002 plaats maakte voor het door Brugmans, Peter van Ingen en Doke Romeijn opgezette Tegenlicht dat met nagenoeg het gehele team van DNW en eenzelfde wereldbeeld uit zou groeien tot een toonaangevend en niet meer weg te denken televisieprogramma over de nieuwe wereld. 

In zijn jaren bij de VPRO was Brugmans verantwoordelijk voor ruim 200 uitzendingen. Daarnaast was hij een aantal jaren voorzitter van de Programmaraad en in 2002 lid van de Hoofdredactie van de VPRO. Hij (co)regisseerde ook zelf een aantal documentaires, waaronder:
- Feest(?)materiaal (1996): over de positie en de toekomst van het Holland Festival
- Not Just Talking Heads (1996), i.s.m. Kees Kassander en Rob Schröder: over de toekomst van het medium televisie
- …en het dansen zal doorgaan (1997), i.s.m. Rob Schröder: een portret van Hongkong vlak voor de overdracht aan China, onder meer vertoond op de Kwangju Biënnale 1997 in Zuid-Korea en de tentoonstelling Cities on the Move in de Wiener Secession, Wenen
- Very Very Kyoto (1998), i.s.m. Chris Dercon: een portret van vijf Japanse vrouwen tegen de achtergrond van de culturele crisis in Japan, onder meer vertoond in het Kyoto National Museum of Modern Art
- De verovering van de wereld (2000), i.s.m. Frank Wiering: over de stand van zaken in het debat over globalisering
- Vanaf de grond opnieuw (2002) i.s.m. Marije Meerman, Jos de Putter en Bregtje van der Haak: een drieluik naar aanleiding van 9/11, de aanslagen in de Verenigde Staten op 11 september 2001
- De waarzeggers van de nieuwe wereld (2002) i.s.m. Frank Wiering: interviews over de toekomst met de politiek filosoof John Gray, de belegger Jim Rogers en de futurist Peter Schwartz
- Het beloofde land (2003): Rwanda acht jaar na de genocide met onder meer een interview met president Paul Kagame.[15]

### Amago
Nadat Brugmans in 2003 – niet zonder enig rumoer – was vertrokken bij de VPRO, reactiveerde hij Amago. Hij was executive producer van de internationale coproductie The Brooklyn Connection (2004) (Tribeca Film Festival, Full Frame Documentary Film Festival, IDFA, VPRO, Juryprijs Festival International du Film des Droits de l'Homme de Paris), geregisseerd door Klaartje Quirijns, met wie hij ook The Dictator Hunter ontwikkelde.
Met de Poolse regisseurs Mariusz Pilis en Marcin Mamon werd The Smell of Paradise (2004) geproduceerd, gefilmd in Tsjetsjenië, Qatar, Pakistan en Afghanistan, een zoektocht naar het gedachtegoed achter de fundamentalistische Islam. Met een centrale rol voor Zelimkhan Yandarbiev, de eerste president van Tsjetsjenië, en diens missie in het Midden-Oosten en Afghanistan steun te werven voor de strijd tegen Rusland (IDFA, Toronto Film Festival, VPRO, BBC).
Brugmans produceerde én regisseerde The Riverside Conversations, een serie van drie uitzendingen (Tegenlicht, VPRO, 2003-2004) over de stand van zaken van de wereldeconomie met als vaste gasten de beleggers Marc Faber en Jim Rogers, die in 1969 met George Soros een van de meest succesvolle investeringsfondsen ooit oprichtte, het Quantum Fund.

In 2003 werd Brugmans lid en vanaf 2005 voorzitter van de Commissie Internationaal Cultuurbeleid van de Raad voor Cultuur, en lid en vanaf 2005 vice-voorzitter van het bestuur van de Amsterdamse Kunstraad. In 2004 was hij gastcurator aan de masteropleiding van de Design Academy in Eindhoven en in 2006 schreef hij samen met beoogt curator Anna Tilroe het plan van aanpak voor de tiende editie, Grandeur (2008), van de internationale beeldententoonstelling Sonsbeek in Arnhem.

### Ontwerp en klimaatcrisis
Op 1 januari 2004 werd Brugmans door bestuursvoorzitter Elco Brinkman aangesteld als algemeen directeur van de Internationale Architectuur Biennale Rotterdam, de IABR, waarvan hij acht edities zou leidden, vanaf 2012 als bestuurder-directeur, tot hij eind 2021 afscheid nam. 
Gefascineerd door de exploderende verstedelijking in de wereld, koos Brugmans vanaf zijn aantreden voor een architectuur biennale die zich met name richtte op het ruimtelijk ontwerpen aan het stadslandschap, een uitgesproken en toekomstgerichte agenda die hij steeds meer koppelde aan de urgente opgave steden te maken die ecologisch én sociaal duurzaam zijn, weerbare steden bestand tegen de zich snel manifesterende klimaatcrisis.  Hij concipieerde en leidde vanaf 2008 de IABR–Ateliers waarin de IABR, aanvankelijk alleen in het buitenland -in São Paulo, Istanbul, Brussel en Albanië- maar vanaf 2013 ook in Nederland, samen met overheden ontwerpend onderzoek deed naar onder meer de energietransitie en de wateropgave, altijd met het doel de resultaten ook werkelijk te implementeren. Zoals bijvoorbeeld op de Noordzee, in Groningen, op Texel, in Noord-Brabant en in Dordrecht .
In 2011-12 was hij voorzitter van het internationale curator team van de 5e IABR-editie, Making City. Hij cureerde tentoonstellingen in onder meer São Paulo en Istanbul en was lid van de Advisory Board van het mede door hemzelf geïnitieerde en door watergezant Henk Ovink getrokken project Water as Leverage, opererend vanuit Singapore en Den Haag. Hij werd in 2019 hoofdcurator van DOWN TO EARTH, een vanwege de wereldwijde covid-19 pandemie ‘uitgevouwen’ biennale die na de 'publieksvrije' opening in september 2020 ruim een jaar zou duren en bestond uit een serie van zeven kleinere tentoonstellingen in Rotterdam en Dordrecht. Het laatste project van deze biennale was het grotendeels door Brugmans geschreven en door hem samengestelde boek Down to Earth: Ontwerpen voor het eindspel, in oktober 2023 in het Nederlands en Engels uitgebracht door nai010.

### Publicaties
In zijn jaren bij de IABR nam Brugmans de volgende publicaties voor zijn rekening:
- Open City, Designing Coexistence (2009)
- Making City (2012), i.s.m. Jan Willem Petersen [32]
- Urban by Nature (2014), i.s.m. Jolanda Strien [33]
- The Metabolism of Albania (2016), i.s.m. Marieke Francke en Freek Persyn [34]
- The Next Economy (2016), i.s.m. Jolanda van Dinteren en Maarten Hajer [35]
- The Missing Link (2018)[36]
- Down to Earth: Designing for the Endgame (2023)